# Корейская знать
Корейское дворянство существовало как социальный класс в Корее до окончания японской оккупации и поражения Японии. После обретения независимости в 1945 году и принятия Конституции, утвердившей республиканский строй, дворянство было упразднено как формально, так и на практике.

## Правитель и княжеские титулы

### Оригинальные названия
Монархи Когурё приняли титул «тхэван», что поставило их на один уровень с китайскими императорами. Ранние монархи Силлы использовали титулы «косоган», «чхачхаун», «исагым» и, наконец, «марипкан» до 503 года. Это следует из более ранней традиции, когда корейских царей называли «хан» или «кан», родственными тюркскому «хану». Первоначально марип означало высший, а -кан —правитель. Кроме того, в Пэкче использовали титул «ораха», где «ха» означает «правитель», а «ора» — «самый большой».

### Императорские титулы
В Когурё был принят титул «тхэван» (태왕; 太王), что означает «величайший из всех королей». Монархи Бохай и Корё приняли титул «че» (제; 帝), или император. Однако, в отличие от Когурё, императорские титулы не использовались в дипломатических кампаниях с видными китайскими династиями того времени. Корё на короткое время отказался от имперского титула после заключения мирного договора с монголами. Позже он был восстановлен на короткое время после того, как династия Корё победила монголов в 1360-х годах.
Титул был возрождён менее чем на два десятилетия во времена Корейской империи, пришедшей после эпохи Чосон.

### Королевские титулы
«Ван» (хангыль: 왕; ханча: 王) был китайским титулом правителя. Использовался в китайских государствах (не империях) и многих государствах Восточной Азии: Бохай, Пуё, Когурё, Пэкче, Силла и Корё. В конце Корё (918—1392) и Чосона (до 1897) правители Кореи всё ещё носили титул «ван». После смерти они получали храмовые имена, включавшие титул «тхэван» (великий ван).
Титул «ван» иногда переводится как «король». Правительницы корейских государств (например в Силле) носили титул «ёван» (хангыль: 여왕; ханча: 女王) или «женщина-ван»; на русский часто переводится как «королева» или «царица».
«Ванби» (왕비; 王妃) — титул жены правящего вана, что эквивалентно королеве-консорту или королеве-супруге.

### Принц
«Кун» (군; 君) переводится как «князь». Сын вана, рождённый от главной королевской супруги (королевы), назывался «тэгун», что переводится как «великий принц крови». Принцам, рождённым от наложниц, давали титул -гун (часто обозначаемый как ванджа-гун), что переводится как «принц крови». Отец вана, который сам никогда не правил, получал особый титул «тхэвонгун» (Великий принц крови при дворе).  В позднем Чосоне титул тэвонгуна носил регент и фактический правитель Ли Хаын, отец будущего императора Коджона. 
Те, кто отличился на службе двора, также получали княжеский титул. «Пувонгун» («великий придворный принц») — титул отца королевы или государственного советника. «Кун» — титул заслуженных подданных, дослужившихся до чина статского советника.
Слово «кун» также может относиться к свергнутым правителям государства Чосон. В Чосоне было три свергнутых правителя, которых называли «-гун»: Кванхэ-гун, Ёнсан-гун и ещё один[кто?], получивший звание вана посмертно.
При Корейской империи (1897—1910) принц крови получил титул «чхинван». Хотя дословный перевод — «имперский король крови»[уточнить], более подходящим титулом является «имперский принц крови»[уточнить]. В истории известно всего четыре чхинвана.

## Аристократия доЧосона

### Силла
В Силла дворянство классифицировалось по системе рангов «кости».
Королевские семьи разделились на два класса: «священная кость», что означало право на королевскую преемственность, и «истинная кость», пока первая не была упразднена.
Некоролевские дворяне делились на три класса: 6-й главный ранг, 5-й главный ранг и 4-й главный ранг; 6-й — самый высокий.

### Корё
Во времена Корё корейская знать делилась на 6 классов.
- Куккон (국공, 國公) — примерно эквивалентно европейскому герцогу государства[уточнить]
- Кунгон (군공, 郡公) —  эквивалентно европейскому герцогу округа
- Хёнху (현후, 縣侯) —  эквивалентно европейскому маркизу города
- Хёнбэк (현백, 縣伯) — эквивалентно европейскому графу города
- Кэгукча (개국자, 開國子) — эквивалентно европейскому виконту города
- Хённам (현남, 縣男) — эквивалентно европейскому барону города

Также титул "тхэджа" (хангыль: 태자, ханча: 太子) давался сыновьям императора, в отличие от других стран Восточной Азии. В других странах этот титул означал наследного принца. Тхэджа был похож на титул "чхинван" (хангыль: 친왕, ханча: 親王; принц императорской крови) в Корейской империи .

## Дворянские семьи в Корее
Некоторые кланы, чей социальный статус на протяжении всей корейской истории можно было бы считать эквивалентным дворянству, следующие (это всего лишь пример и далеко не полный список семей, которые достигли и / или сохранили такой социальный статус на протяжении долгой истории Кореи; семьи на этот список часто также можно узнать по их статусу в эпоху Чосон как семьи янбан ).
Список дворянских семей в Корее, таких как:
- Дом Ли (государство Чосон и Корейская империя)
- Дом Мун (династия Восточная Тхамна, остров Чеджу)
- Дом Ко (династия Западная Тхамна, остров Чеджу)
- Дом Пак (Силла)
- Клан Чхонджу Хан
- Клан Кёнджу Ли
- Клан Андон Ким
- Клан Кимхэ Ким
- Клан Мирян Пак
- Клан Ёхын Мин
- Клан Дальсон Со
- Клан Кёнджу Сок
- Клан Пхеньян Ко

## Иностранные дворянские семьи в Корее
Сын китайского императора Мин Юйчжэня Мин Шэн из государства Мин Ся получил благородный титул маркиза Кыи от императора династии Мин, Хунъу, после его капитуляции. Затем Мин Шэн был сослан в Корею в возрасте 17 лет в 1372 году династией Мин. Корейский чиновник Юн Хичхон выдал свою дочь замуж за Мин Шэна в марте 1373 года. Император попросил корейского короля относиться к Мин Шэну как к иностранному дворянину, предоставив его потомкам и семье барщину и освобождение от налогов. Им был дарован патент от корейского короля, который действовал до тех пор, пока вторгшиеся солдаты во время вторжения Цин в Чосон не уничтожили патенты семьи Мин   . Китайская семья Мин существует как корейские кланы, клан Ёнан Мён, клан Сочок Мён и клан Намвон Сын .